# Margit Smith (målare)
För konstnären, född 1905, se Margit Smith.
Margit Smith, född 4 mars 1897 i Göteborg, död 3 juli 1970 i Stockholm, var en svensk porträttmålare.
Hon var dotter till Axel Julius Smith och Selma Sedin och från 1939 gift med ingenjören Gustaf Sterky. Smith studerade vid Kungliga konsthögskolan i Stockholm 1919–1922 och var efter studierna verksam som porträttmålare. Förutom porträtt består hennes konst i mindre omfattning av stilleben och landskapsskildringar. Smith är representerad vid ett flertal företag, organisationer, kommuner och Uppsala universitetsbibliotek.